# 하미리스
하미레스(포르투갈어: Ramires Santos do Nascimento, 1987년 3월 24일 ~ )는 브라질의 은퇴한 축구 선수로 포지션은 중앙 미드필더와 윙어였다.

## 클럽 경력

### 크루제이루
하미레스는 조인빌리에서 뛰다가 2007년 크루제이루 EC에 임대되어 좋은 활약을 펼쳤고, 2008년 1월, 5년 계약을 맺었다. 크루제이루가 하미레스에 대한 70%의 지분을 갖고, 나머지 30%는 후에 하미레스가 다른 곳으로 이적할 때 조인빌리가 받게 되어있었다.

### 벤피카
2009년 5월 21일 하미레스는 750만 유로의 이적료로 포르투갈 리가의 명문 SL 벤피카로 이적하였다. 계약 기간은 5년이었다.

### 첼시
2010년 8월 4일, SL 벤피카는 하미레스가 2200만유로로 잉글랜드 프리미어리그 클럽 첼시 FC로 이적한다고 발표하였다. 하미레스는 2010년 8월 13일 정식 입단하였고, 안드리 셰우첸코의 전 등번호였던 7번을 받았다. 그는 2010년 8월 28일 스토크 시티 FC 전에서 84분 마이클 에시엔과 교체되어 출전하여 데뷔 경기를 치렀다. 2010년 9월 11일 웨스트 햄 유나이티드 FC 전에서는 선발 출전하였고, 첼시에서 처음으로 풀 타임 경기를 뛰었다.
2011-12 시즌부터는 선발 출장의 기회가 많아졌으며, 바르셀로나와의 UEFA 챔피언스리그 2011-12 준결승 1차전에서 디디에 드로그바의 골을 어시스트 하여 팀의 1-0 승리에 기여하였다. 준결승 2차전에서도 전반 추가시간에 득점을 기록하며, 팀의 결승행에 큰 공헌을 하였다. 그러나 이 경기에서 받은 경고로 인해 경고 누적으로 결승전에는 출장하지 못했다.

## 국가대표 경력
2008년 7월 21일 하미레스는 호비뉴의 대체자로서 2008년 하계 올림픽 브라질 대표 선수에 뽑혔다. 그는 올림픽에서 네 경기 출전하였고, 브라질은 동메달을 땄다.
2009년 5월 21일, 그는 브라질 국가대표에 처음 차출되었고, 2010년 FIFA 월드컵 예선전과 2009년 FIFA 컨페더레이션스컵에 참가하였다.
2009년 6월 6일 그는 월드컵 예선전에서 우루과이를 상대로 성인 국가대표로서 첫 데뷔전을 치렀다. 하미레스는 2010년 6월 7일 탄자니아와의 친선 경기에서 첫 골을 기록하였고, 이후 두 번째 골까지 기록하였다. 그의 활약에 힘입어 브라질은 탄자니아를 5 - 1로 꺾었다.

## 기록

### 국가대표 골
| # | 일정            | 장소                                       | 상대           | 득점 | 결과 | 대회      |
| - | --------------- | ------------------------------------------ | -------------- | ---- | ---- | --------- |
| 1 | 2010년 6월 7일  | 탄자니아, 다르에스살람, 내셔널 스타디움    | 탄자니아       | 3–0  | 5–1  | 친선 경기 |
| 2 | 2010년 6월 7일  | 탄자니아, 다르에스살람, 내셔널 스타디움    | 탄자니아       | 5–1  | 5–1  | 친선 경기 |
| 3 | 2012년 9월 10일 | 브라질, 헤시피, 이스타지우 두 아루다       | 중화인민공화국 | 1–0  | 8–0  | 친선 경기 |
| 4 | 2013년 9월 7일  | 브라질, 브라질리아, 이스타지우 마네 가힌샤 | 오스트레일리아 | 4–0  | 6–0  | 친선 경기 |

## 수상
조인빌리
- 캄페오나투 카타리넨시: 2005, 2006

크루제이루
- 캄페오나투 미네이루: 2008, 2009

벤피카
- 포르투갈 리가: 2009-10
- 타사 다 리가: 2010

 첼시
- 프리미어리그 : 우승 (2014-15)
- UEFA 챔피언스리그 : 우승 (2011-12)
- UEFA 유로파리그 : 우승 (2012-13)
- FIFA 클럽 월드컵 : 준우승 (2012)

 브라질
- 올림픽 축구 : 동메달 (2008)
- FIFA 컨페더레이션스컵 : 우승 (2009)
- FIFA 월드컵 : 4위 (2014)